# Julia Engelmann/Diskografie
Diese Diskografie ist eine Übersicht über die musikalischen Werke der deutschen Poetry-Slammerin und Sängerin Julia Engelmann. Ihre erfolgreichste Veröffentlichung ist das Debütalbum Poesiealbum, das zum Top-10-Album in Deutschland avancierte.

## Alben

### Studioalben
| Jahr | Titel Musiklabel          | Höchstplatzierung, Gesamtwochen, AuszeichnungChartplatzierungen (Jahr, Titel, Musiklabel, Platzierungen, Wochen, Auszeichnungen, Anmerkungen) | Höchstplatzierung, Gesamtwochen, AuszeichnungChartplatzierungen (Jahr, Titel, Musiklabel, Platzierungen, Wochen, Auszeichnungen, Anmerkungen) | Höchstplatzierung, Gesamtwochen, AuszeichnungChartplatzierungen (Jahr, Titel, Musiklabel, Platzierungen, Wochen, Auszeichnungen, Anmerkungen) | Anmerkungen                             |
| Jahr | Titel Musiklabel          | DE | AT | CH | Anmerkungen                             |
| ---- | ------------------------- | --- | --- | --- | --------------------------------------- |
| 2017 | Poesiealbum Polydor (UMG) | DE9 (7 Wo.)DE | AT21 (2 Wo.)AT | CH45 (1 Wo.)CH | Erstveröffentlichung: 3. November 2017  |
| 2023 | Splitter Polydor (UMG)    | DE15 (1 Wo.)DE | — | — | Erstveröffentlichung: 8. September 2023 |

## Singles
| Jahr | Titel Album                       | Anmerkungen                              |
| ---- | --------------------------------- | ---------------------------------------- |
| 2017 | Grapefruit Poesiealbum            | Erstveröffentlichung: 17. März 2017      |
| 2017 | Grüner wird’s nicht Poesiealbum   | Erstveröffentlichung: 29. September 2017 |
| 2022 | Bauchgefühl Splitter              | Erstveröffentlichung: 1. April 2022      |
| 2022 | Rasierwasser & Kastanien Splitter | Erstveröffentlichung: 22. Juli 2022      |
| 2022 | Traurige Augen Splitter           | Erstveröffentlichung: 21. Oktober 2022   |
| 2023 | Lieder zum Weinen Splitter        | Erstveröffentlichung: 19. Mai 2023       |
| 2023 | Sonne Splitter                    | Erstveröffentlichung: 30. Juni 2023      |
| 2023 | Bahnhofstraße 4 Splitter          | Erstveröffentlichung: 25. August 2023    |

## Videoalben und Musikvideos

### Videoalben
| Jahr | Titel Musiklabel                                                                 | Anmerkungen                           |
| ---- | -------------------------------------------------------------------------------- | ------------------------------------- |
| 2018 | Jetzt, Baby! – Poesie und Musik Live aus dem Admiralspalast Berlin Polydor (UMG) | Erstveröffentlichung: 31. August 2018 |

### Musikvideos
| Jahr | Titel                                  | Regisseur(e)                |
| ---- | -------------------------------------- | --------------------------- |
| 2017 | Grapefruit                             | Frederik M. Radecke         |
| 2017 | Grüner wird’s nicht                    | Frederik M. Radecke         |
| 2018 | Stille Poeten                          | Frederik M. Radecke         |
| 2019 | John & Yoko                            | Frederik M. Radecke         |
| 2021 | Wo Wachbleiben schöner als Träumen ist | Frederik M. Radecke         |
| 2022 | Bauchgefühl                            | Nicola Fegg, Serge Mattukat |
| 2022 | Rasierwasser & Kastanien               | Calvin Müller               |
| 2022 | Traurige Augen                         | Calvin Müller               |
| 2023 | Lieder zum Weinen                      | Calvin Müller               |
| 2023 | Sonne                                  | Calvin Müller               |

## Sonderveröffentlichungen
| Jahr | Titel Album                                                           | Anmerkungen                                                                                                   |
| ---- | --------------------------------------------------------------------- | --- |
| 2021 | Der Sommer war so wie dein Haus Rilke Projekt – Das ist die Sehnsucht | Erstveröffentlichung: 26. November 2021 Schönherz & Fleer feat. Julia Engelmann; Original: Rainer Maria Rilke |

## Hörbücher
| Jahr | Titel Verlag                                         | Anmerkungen                              |
| ---- | ---------------------------------------------------- | ---------------------------------------- |
| 2015 | Wir können alles sein, Baby Der Hörverlag (DHV)      | Erstveröffentlichung: 19. Oktober 2015   |
| 2018 | Keine Ahnung, ob das Liebe ist Der Hörverlag (DHV)   | Erstveröffentlichung: 21. September 2018 |
| 2019 | Keine Ahnung, ob das richtig ist Der Hörverlag (DHV) | Erstveröffentlichung: 25. Oktober 2019   |
| 2020 | Keine Ahnung, was für immer ist Der Hörverlag (DHV)  | Erstveröffentlichung: 21. September 2020 |
| 2022 | Die Welt mit deinen Augen Der Hörverlag (DHV)        | Erstveröffentlichung: 18. April 2022     |

## Boxsets
| Jahr | Titel Verlag                          | Anmerkungen                         |
| ---- | ------------------------------------- | ----------------------------------- |
| 2021 | Die Baby-Trilogie Der Hörverlag (DHV) | Erstveröffentlichung: 26. Juli 2021 |